# Université Dakar-Bourguiba
Pour les articles homonymes, voir UDB.
L'université Dakar-Bourguiba (UDB) est la première université privée sénégalaise, créée en 1995 à Dakar par le professeur Sakhir Thiam.

## Personnalités liées à l'université
- Sakhir Thiam, président de l’Université.